# アレク・ジェイコブ
アレク・スコット・ジェイコブ（Alek Scott Jacob, 1998年6月16日 - ）は、 アメリカ合衆国ワシントン州スポケーン郡スポケーン出身のプロ野球選手（投手）。右投左打。MLBのサンディエゴ・パドレス所属。

## 経歴
2021年のMLBドラフト16巡目（全体490位）でサンディエゴ・パドレスから指名され、プロ入り。契約後、傘下のルーキー級アリゾナ・コンプレックスリーグ・パドレスでプロデビュー。A級レイクエルシノア・ストームでもプレーし、2チーム合計で13試合に登板して2勝0敗2セーブ、防御率0.00、29奪三振を記録した。
2022年はA+級フォートウェイン・ティンキャップス、AA級サンアントニオ・ミッションズ、AAA級エルパソ・チワワズでプレーし、3チーム合計で43試合（先発1試合）に登板して5勝1敗4セーブ、防御率2.68、77奪三振を記録した。オフにはアリゾナ・フォールリーグに参加し、ピオリア・ハベリーナズに所属した。
2023年はAA級サンアントニオで開幕を迎えた。7月7日にメジャー契約を結んでアクティブ・ロースター入りし、15日のフィラデルフィア・フィリーズとのダブルヘッダー第2試合でメジャーデビュー。この試合を含めてメジャー3試合に登板して無失点だったが、7月22日に右肘痛により故障者リスト入りすると、以降のシーズンは全休した。
2025年3月27日に開幕ロースター入りした。

## 選手としての特徴
低い位置から投げるサイドスロー右腕であり、80mph台中盤のシンカーと70mph台前半のスイーパーを主体としている。

## 詳細情報

### 年度別投手成績
| 年 度    | 球 団    | 登 板 | 先 発 | 完 投 | 完 封 | 無 四 球 | 勝 利 | 敗 戦 | セ 丨 ブ | ホ 丨 ル ド | 勝 率 | 打 者 | 投 球 回 | 被 安 打 | 被 本 塁 打 | 与 四 球 | 敬 遠 | 与 死 球 | 奪 三 振 | 暴 投 | ボ 丨 ク | 失 点 | 自 責 点 | 防 御 率 | W H I P |
| -------- | -------- | ----- | ----- | ----- | ----- | -------- | ----- | ----- | -------- | ----------- | ----- | ----- | -------- | -------- | ----------- | -------- | ----- | -------- | -------- | ----- | -------- | ----- | -------- | -------- | ------- |
| 2023     | SD       | 3     | 0     | 0     | 0     | 0        | 0     | 0     | 0        | 0           | ----  | 10    | 3.0      | 0        | 0           | 1        | 0     | 0        | 5        | 0     | 0        | 0     | 0        | 0.00     | 0.33    |
| MLB：1年 | MLB：1年 | 3     | 0     | 0     | 0     | 0        | 0     | 0     | 0        | 0           | ----  | 10    | 3.0      | 0        | 0           | 1        | 0     | 0        | 5        | 0     | 0        | 0     | 0        | 0.00     | 0.33    |

- 2023年度シーズン終了時

### 背番号
- 58（2023年）
- 37（2024年 - ）